# Halsteadium alterum
Halsteadium alterum är en stekelart som beskrevs av Boucek 1992. Halsteadium alterum ingår i släktet Halsteadium och familjen bredlårsteklar.
Artens utbredningsområde är Costa Rica. Inga underarter finns listade i Catalogue of Life.